# Oecobius paulomaculatus
Espèce
Oecobius paulomaculatus est une espèce d'araignées aranéomorphes de la famille des Oecobiidae.

## Distribution
Cette espèce est endémique d'Algérie.

## Publication originale
- Wunderlich, 1995 : Zu Taxonomie und Biogeographie der Arten der Gattung Oecobius Lucas 1846, mit Neubeschreibungen aus der Mediterraneis und von der Arabischen Halbinsel (Arachnida: Araneae: Oecobiidae). Beiträge zur Araneologie, vol. 4, p. 585-608.